# Bârlești-Cătun
Bârlești-Cătun – wieś w Rumunii, w okręgu Alba, w gminie Mogoș. W 2011 roku liczyła 13 mieszkańców.